# Iwata
Iwata (磐田市?) è una città (174 365 abitanti) del Giappone situata nella prefettura di Shizuoka. Fu fondata il 1º aprile 1948.
Vi hanno sede le due marche della Yamaha: la Yamaha Corporation e la Yamaha Motor Corporation.
In questa città ha sede Júbilo Iwata, squadra di calcio